# 越山太刀三郎

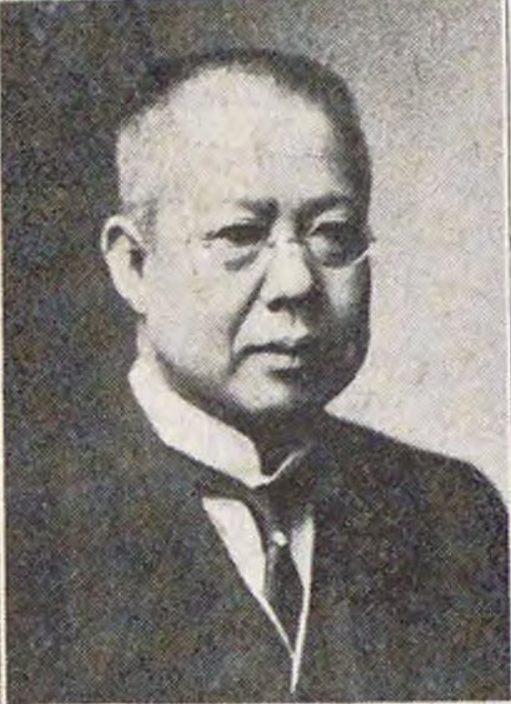
越山太刀三郎

越山 太刀三郎（こしやま たちさぶろう、1863年7月14日（文久3年5月29日） - 1929年（昭和4年）6月11日）は、明治から大正時代の政治家、実業家。衆議院議員（2期）。旧姓は高畑。

## 経歴
津藩士高畑蔀の三男として伊勢国（のちの三重県）に生まれ、越山みちの養子となり家督を相続する。1881年（明治14年）滋賀師範学校を卒業し、小学校教員となる。ついで内閣、枢密院勤務を経て、伊東巳代治の知遇を得て1891年（明治24年）東京日日新聞日報社専務となる。のち帝国商業銀行監査役、東京電燈常務取締役、日本紙器監査役、東台銀行取締役会長、大正板硝子監査役などを歴任する。
1917年（大正6年）5月の第13回衆議院議員総選挙では津選挙区から無所属で出馬し当選。つづく第14回衆議院議員総選挙でも当選し、2期衆議院議員を務めた。庚申倶楽部に所属した。1925年（大正14年）12月、池上電気鉄道社長に就任し、1927年（昭和2年）3月まで在任した。